# Наперсный крест

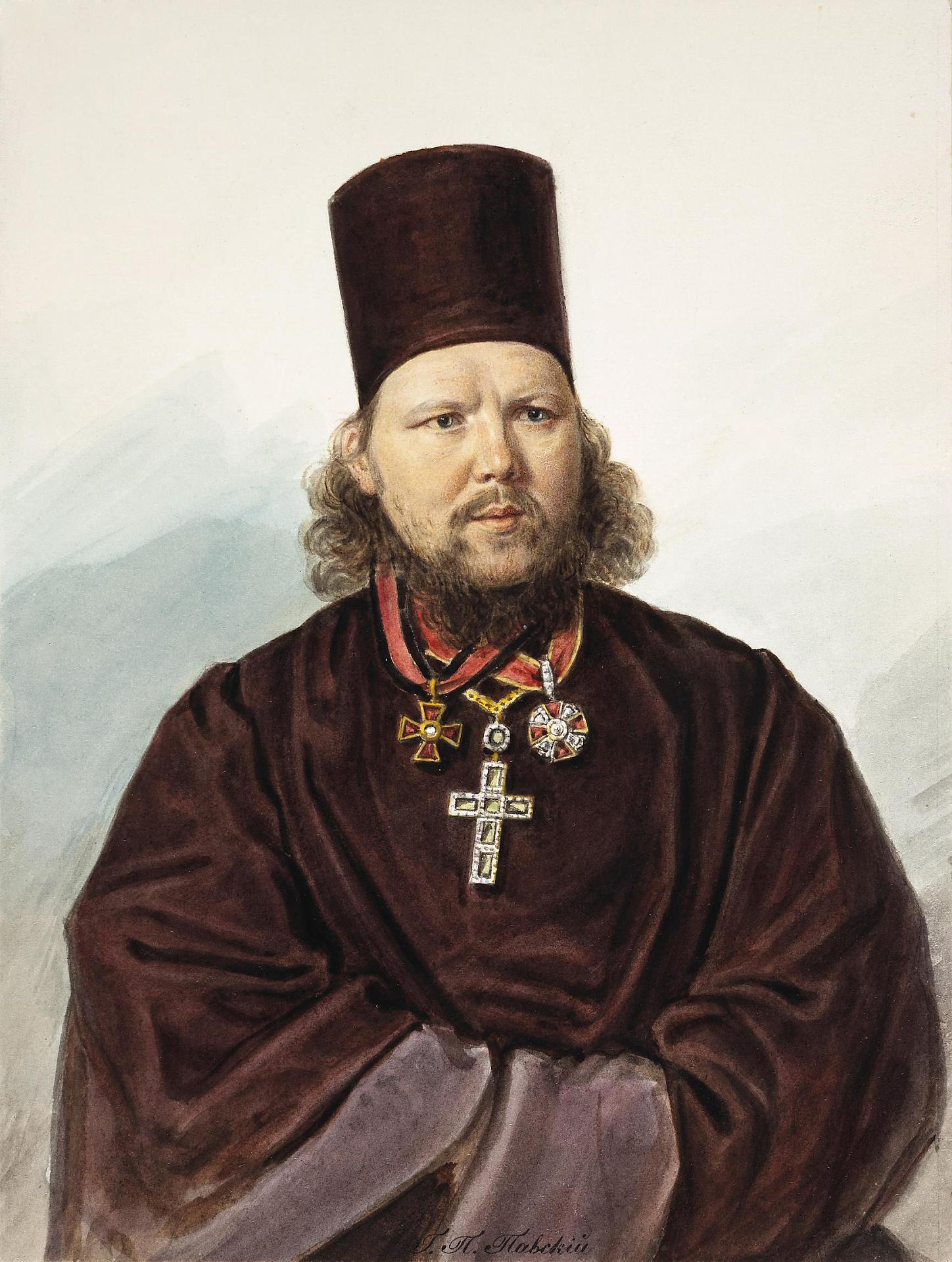

Напе́рсный крест (нагрудный крест) — распятие, носимое на груди (на пе́рсях), под одеждой или поверх неё, на шнуре или цепочке, надетых вокруг шеи.
Обычно, так называется большое, часто роскошное распятие, носимое представителями духовенства поверх одежды, как часть облачения, в данном случае случае крест символизирует род служения, которое несёт человек (епископ, священник). 
Небольшой, часто скромный крестик, носимый каждым христианином под или над одеждой, является разновидностью наперсного креста и называется нательный крест (см. отдельную статью).

## История
В первые века христианства наперсные и нательные кресты не разделяются. 

В этот период взрослые люди креста обычно не носили. Носились медальоны с изображением закланного Агнца или Распятия. 

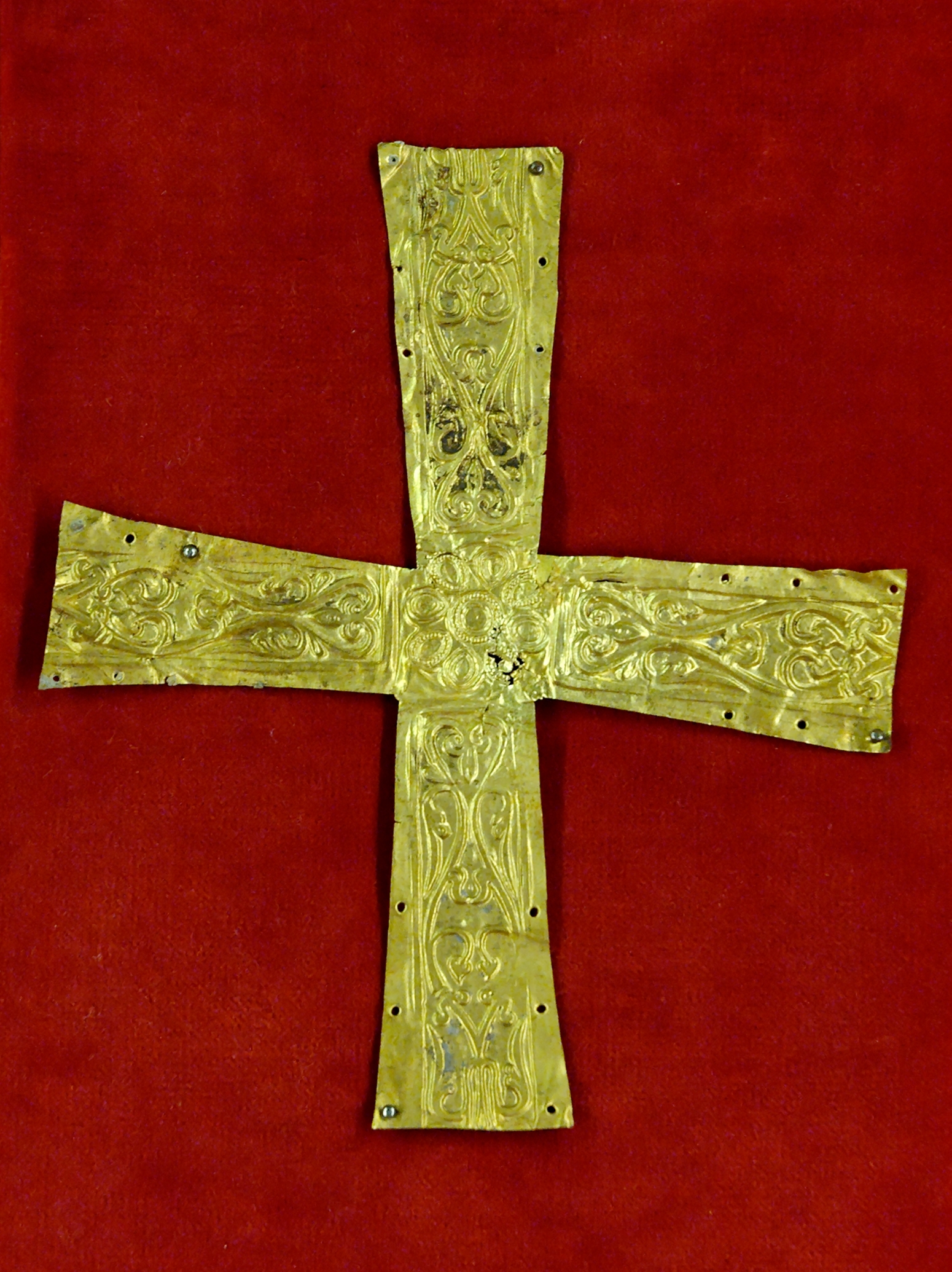
Золотой лангобардский наперсный крест (конец VI — начало VII веков)

В актах Седьмого Вселенского Собора 787 года (акт 4-й) говорится, что мученик Прокопий Кесарийский (умер в 303 году), пострадавший при Диоклетиане, носил на шее крест, наполовину золотой, наполовину серебряный. То же известно о христианском воине-мученике Оресте (умер в 304 году). Иоанн Златоуст (347—407 годы), порицая «неразумных» женщин, возлагавших на просвещённых Святым Крещением младенцев амулеты, восклицал: «Не следует возлагать на младенцев ничего, кроме спасительного креста». 

### Энколпион
Предшественником наперсного креста является употреблявшийся в древней христианской церкви, а также в старину на Руси, так называемый энколпион или энколпий (от греч. έν κολπειώ — за пазухой, на груди). 
Энколпионы сначала имели форму четырёхстороннего ящичка, пустого внутри; с наружной стороны их помещалось изображение монограммы имени Иисуса Христа, а позже — и креста различной формы. В этом ящичке хранились частицы мощей, а в эпоху гонений — списки священных христианских книг. Два экземпляра энколпия, относящиеся, по мнению археологов, ко времени не позже IV века, найдены в 1571 году при раскопке одной из могил Ватикана.
О существовании энколпиев в IV веке свидетельствует Иоанн Златоуст в слове «Против иудеев и язычников о том, что Иисус Христос есть истинный Бог»: «Почему к этому самому древу, на котором святое тело Иисусово было распростерто и пригвождено, все наперерыв притекают? Почему многие, как мужи, так и жены, получив малую частицу этого древа и обложив её золотом, вешают на свою шею, как украшение, между тем как оно было некогда знаком осуждения и наказания? Потому, что создавший все и все преобразующий, избавивши вселенную от нечестия и соделавший землю небом, Он и это орудие ненавистное и позорнейшее всех смертей превознес выше небес». 
Позже они имеют форму креста, сохраняя по-прежнему пустоту внутри, для хранения священных реликвий. В этом виде они стали принадлежностью епископского сана и носились епископами поверх одежды. Древнейший экземпляр такого энколпия найден в 1862 году в развалинах построенной Константином Великим базилики Святого Лаврентия в Риме, на груди скелета человека, погребенного при церкви — вероятно, епископа. Кресты-энколпии были также принадлежностью царского торжественного облачения в Константинополе, а позже — и в России, до Петра Великого. 
В Древней Руси их носили иногда (под одеждой) и простые монашествующие, и даже благочестивые миряне, например паломники. В церковно-археологических коллекциях, например в музее Санкт-Петербургской духовной академии, находятся энколпии, замечательные по величине и рисунку.
В XVIII веке энколпии с ящичками внутри выходят из употребления и заменяются для епископов крестами меньшей величины, сделанными из металла или финифти, без пустоты или вложений внутри. В России ношение таких крестов с 1741 года было усвоено и архимандритам, состоявшим в составе Святейшего Правительствующего Синода, а с 1742 года, по примеру монастырей Киевской епархии (где наперсные кресты издавна носились всеми архимандритами) — всем архимандритам, в отличие от игуменов, что сохраняется и по настоящее время.

### В раннем христианстве
Одно из самых ранних упоминаний о наперсном кресте принадлежит папе римскому Гиларию в 461 году. Папа римский Григорий Великий (ок. 540—604 годы) послал Теоделинде, королеве лангобардов, два плоских медальона с изображением на них Распятия для ношения на груди. Он же посылал кресты для ношения и другим лицам. В 811 году византийский император Никифор I послал папе римскому Льву III золотой наперсный крест.

### В католичестве
Однако до XIV века наперсный крест не получил в Западной Церкви широкого распространения. Использование наперсного креста в римском обряде (только епископами) стало необходимым впервые в Римском понтификале Пия V (1504—1572 годы).
Первым англиканским епископом, носящим наперсный крест был Эдуард Кинг, епископ Линкольна (1885—1910 годы).
В Российской империи высочайшим повелением императора Николая I от 26 мая 1843 года был учреждён Золотой наперсный крест для лютеранских пасторов и католических священников — аналог «павловского» для православных. В «Уставах духовных дел иностранных исповеданий» Свода законов Российской империи (Т. XI, ст. 98) указывалось: «Усерднейшие и благонамереннейшие Священники Римско-Католического исповедания имеют право, подобно священнослужителям прочих Христианских иностранных исповеданий, на награждение наперсными крестами, особо для сего установленными».

## В русской православной церкви
Кресты-мощевики, или кресты-энколпионы (от греческого «энколпион» — недро) — складные двухстворчатые кресты, или ковчежцы в форме креста с вложенными в них святынями. Являются одной из самых старых форм наперсных крестов, появившихся на Руси — см. раздел выше.
Одно из первых дошедших до нас упоминаний о наперсном кресте содержится в сочинениях Симеона, архиепископа Солунского (XV век):
Крест, висящий у архиерея на груди, означает печать и исповедание веры, а что он висит на груди и этим означает исповедание от всего сердца.
Церковным Собором 1675 года было установлено ношение наперсного креста первоначально только патриарху и митрополитам, позднее такой крест, наряду с панагией, возлагался на всех архиереев. В настоящее время, как архиерейская панагия, так и архиерейский крест могут быть и без святых мощей. В 1742 году по указу императрицы Елизаветы Петровны наперсные кресты стали отличием всех архимандритов. Император Павел указом от 18 декабря 1797 года повелел возложить кресты на всех священников.
Разделяют:
- иерейский крест священника, носимый священником поверх рясы или фелони (в Русской церкви наперсный крест с украшениями относится к иерархическим наградам и жалуется по указу Патриарха);
- архиерейский крест, носимый вместе с панагией.

До XVIII века в Русской церкви, как и в прочих поместных православных церквях, только епископы имели право носить наперсные кресты.
В 1742 году императрица Елизавета Петровна обратила внимание Святейшего синода на то, что все малороссийские архимандриты носят наперсные кресты, в отличие от великороссийских, у которых подобного права не было. 9 декабря 1742 года Святейшим синодом были направлены во все епархии указы о возложении на всех архимандритов наперсных крестов, для их отличия от игуменов. Наперсные кресты жаловались императрицами Елизаветой и Екатериной Великой своим духовника́м́.
В 1797 году императором Павлом установлен как награда «за отличные заслуги» наперсный крест четырёхконечный, серебряный позолоченный, с изображением Распятия. Он составлял четвёртую, по порядку, награду (после набедренника, скуфьи и камилавки).
С 1820 года такой же крест, но весь золотой, с литым Распятием и изображением императорской короны на внутренней стороне жаловался из Кабинета Его Величества придворным священникам, а также священникам православных заграничных церквей при поступлении их на службу, и оставлялся им навсегда, если они прослужат при тех церквах не менее семи лет.

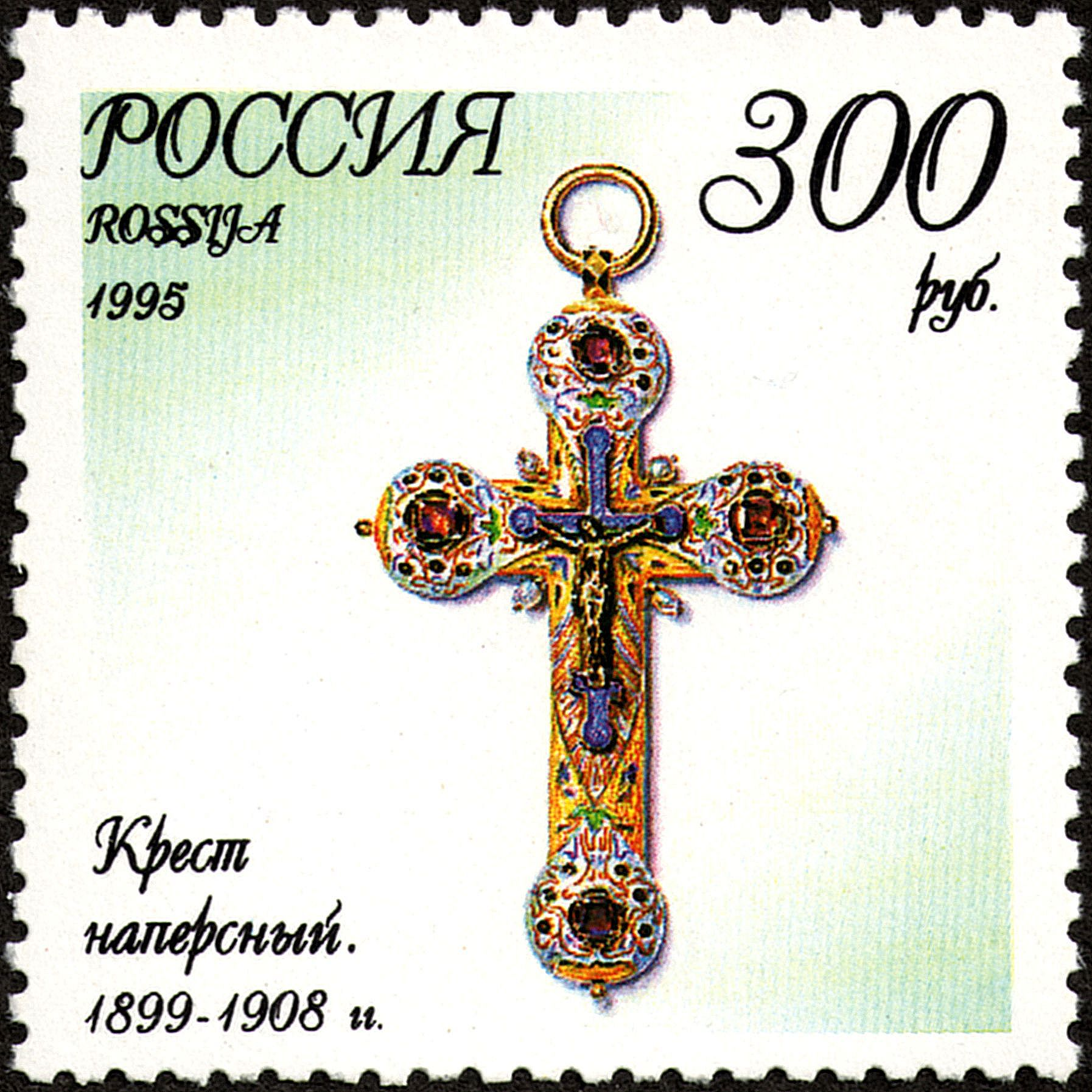
Крест наперсный. Почтовая марка, 1995 год. Ювелирные изделия фирмы «Фаберже» в музеях Московского Кремля.

Священнослужителям, уже имевшим наперсный крест, разрешалось принимать и носить подносимые им прихожанами наперсные кресты с драгоценными украшениями. Священникам, имеющим учёные степени кандидата, магистра и доктора, выдавались особые кресты, из которых докторский — наперсный, а магистерский и кандидатский носился в петлице, укрепленной в воротнике рясы. Крест докторский и магистерский учреждены в 1808 году, кандидатский — в 1884 году. Кресты наперсные из бронзы коричневого цвета на владимирской ленте, были учреждены для раздачи всем священникам по окончании Отечественной войны 1812—1814 годов (размером 80 × 45 мм) и Крымской войны 1853—1855 годов (размером 100 × 58мм).
В 1896 году императором Николаем II по случаю коронации был учреждён новый тип наперсного креста; в указе говорится: «согласно определению Святейшего Синода <…> всем состоящим на службе иереям монашествующего и белого духовенства, равно как и рукополагаемым вновь в означенный сан <предоставляется> право возлагать на себя крест» установленного образца. Крест был восьмиконечной формы, изготавливался из серебра, на лицевой стороне изображалось Распятие, на оборотной — слова «Образ буди верным словом, житием, любовию, духом, верою, чистотою» (1Тим. 4:12), а также вензель императора Николая II и дата его коронации на церковнославянском языке (церковнославянскими числами). С того времени наперсный крест в Русской церкви вошёл в обычай для лиц в пресвитерском сане — в отличие от, например, греческой церкви, где простые священники не носят наперсного креста.
Николаевский восьмиконечный наперсный крест после 1896 года носили все священники от момента рукоположения в сан иерея вплоть до награждения четырёхконечным — «павловским».
В середине XX века появился золотой Патриарший наперсный крест — как высший знак признания заслуг протоиерея или архимандрита. Награждение им производится в исключительных случаях, за особые церковные заслуги, по воле и указом Патриарха Московского и всея Руси, независимо от выслуги лет и предшествующих наград (см.: список награждённых Патриаршим наперсным крестом).

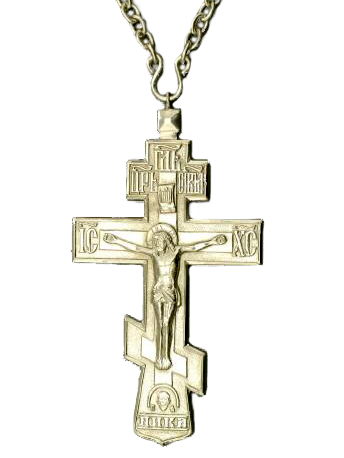
Наперсный крест, выдаваемый при рукоположении в иерея

В настоящее время всем священникам Русской православной церкви при рукоположении выдаётся наперсный крест, который носится ими за богослужением поверх риз, а в повседневной обстановке — поверх рясы. Он имеет восьмиконечную форму; на лицевой стороне помещено рельефное изображение распятого Иисуса Христа и надписи в верхней части: «Гдⷭ҇ь, цр҃ь сл҃вы» («Господь — Царь Славы»); в концах широкой перекладины «ІС҃ ХС҃» («Иисус Христос»), под нижней косой перекладиной — «НИКА» (греч. — победитель). На обратной стороне креста надпись: ѡ҆́бразъ бꙋ́ди вѣ̑рнымъ сло́вомъ, житїе́мъ, любо́вїю, дꙋ́хомъ, вѣ́рою, чтⷭ҇ото́ю (1Тим. 4:12).

### Награды
Кроме того, в настоящее время в Русской церкви существуют особые типы наперсных крестов:
- Наградные:
  - Четырёхконечный наперсный крест золотого цвета (на основе «павловского», вручавшегося до 1917)
  - Наперсный крест с украшениями
  - Второй наперсный крест с украшениями
  - Патриарший наперсный крест
- Наперсный крест доктора богословия

#### Награды до 1917 года
- Павловский наперсный крест
- Золотой наперсный крест
- Наперсный крест «В память войны 1812 года»
- Наперсный крест «В память войны 1853—1856»
- Наперсный крест «В память 300-летия дома Романовых»